# Подгорє-под-Черином
Подгорє-под-Черином (словен. Podgorje pod Čerinom) — поселення в общині Войник, Савинський регіон, Словенія.
Висота над рівнем моря: 447,2 м.